# Зульцер, Давид
Давид Зульцер (нем. David Sulzer; 9 сентября 1784, Винтертур, Швейцария — 14 сентября 1864, близ Мюнстерлингена, Швейцария) — швейцарский живописец портретного и бытового жанров, творчество которого близко немецко-австрийскому бидермайеру.

## Биография
Отец художника, Кристоф, был мастером колёсного дела и кузнецом. После уроков рисования в местной школе Давид обучался живописи в Цюрихе и Берне. В 1803 году он, Ганс Якоб Оэри и несколько друзей отправились в Париж, где Давид Зульцер копировал работы старых мастеров и обучался в мастерской Жака Луи Давида в течение восьми лет. Несмотря на влияние исторических картин Давида, Зульцер решил посвятить себя портретам.
После Парижа художник работал в Берне и Винтертуре, где писал портреты членов известных буржуазных семей. В 1815 году он отправился в Австрию, чтобы изобразить высокопоставленных участников Венского конгресса.
В 1817 году Давид Зульцер стал дворянином, женившись на Франциске Катарине Фрейн фон Лютгендорф-Лейнбург (1787—1862), от которой у него было четверо сыновей. Старший из них, Юлиус Карл Эмиль де Зульцер, также стал художником-портретистом.
За свою долгую карьеру Зульцер нажил значительное состояние, но потерял его, вложив средства в загородное поместье в Вайнфельдене в 1852 году. Он умер в нищете в возрасте восьмидесяти лет.
Многие из самых известных работ живописца находятся в коллекции Художественного музея Винтертура, хотя большинство из его примерно тысячи полотен хранятся в частных коллекциях. Некоторые из поздних работ демонстрируют влияние ранних дагерротипов. В целом его живопись близка по стилю работам художников немецко-австрийского бидермайера. Давиду Зульцеру никогда не было посвящено ни одной персональной выставки, хотя в начале 1900-х годов на некоторых экспозициях его работы были представлены вместе с произведениями других швейцарских художников.

## Галерея

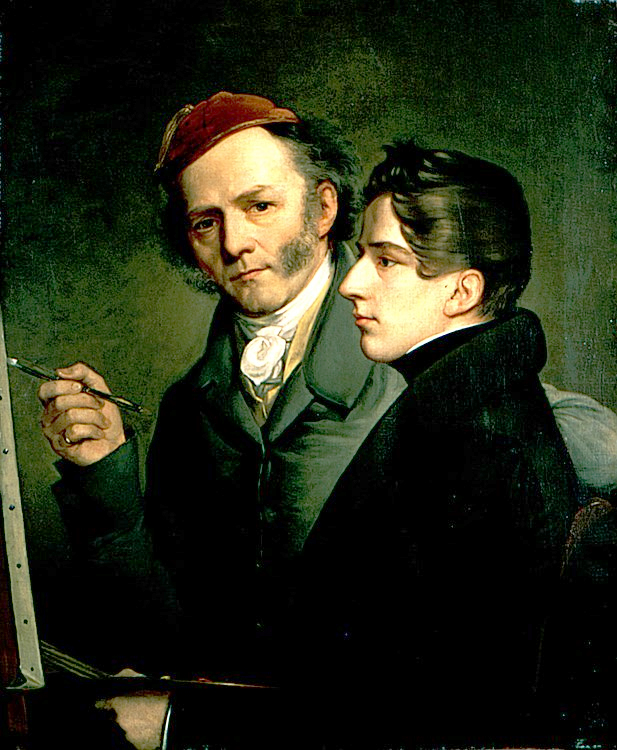
Двойной портрет: Давид и Карл Эмиль Зульцер. Ок. 1850
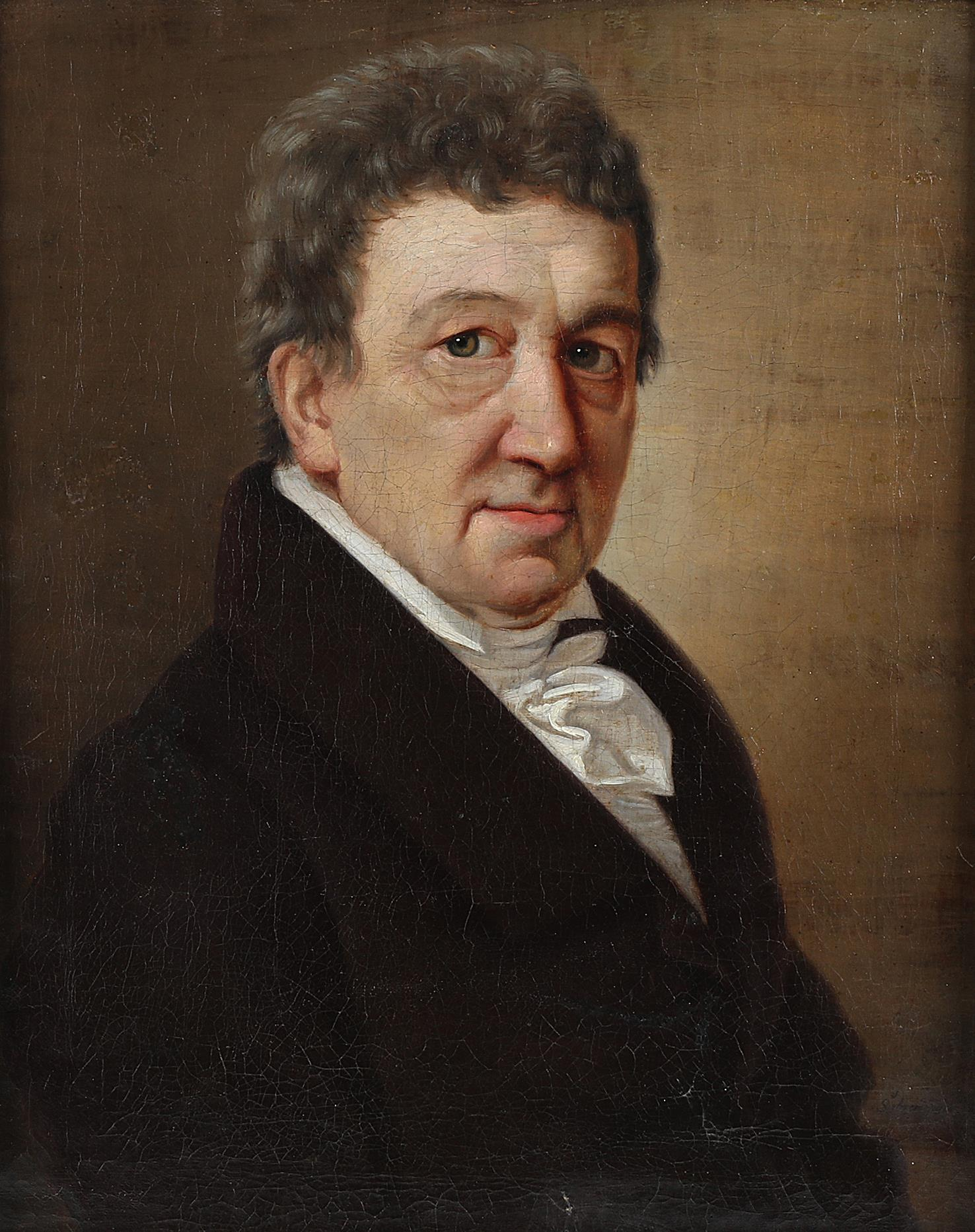
Мужской портрет. 1826
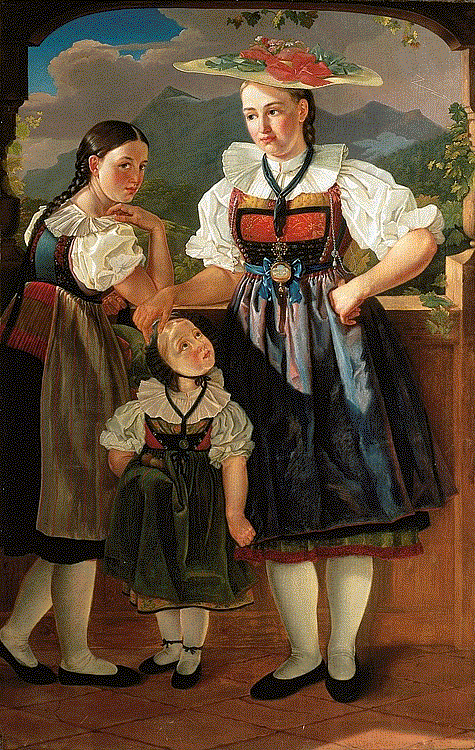
Три девушки в люцернских костюмах. 1822
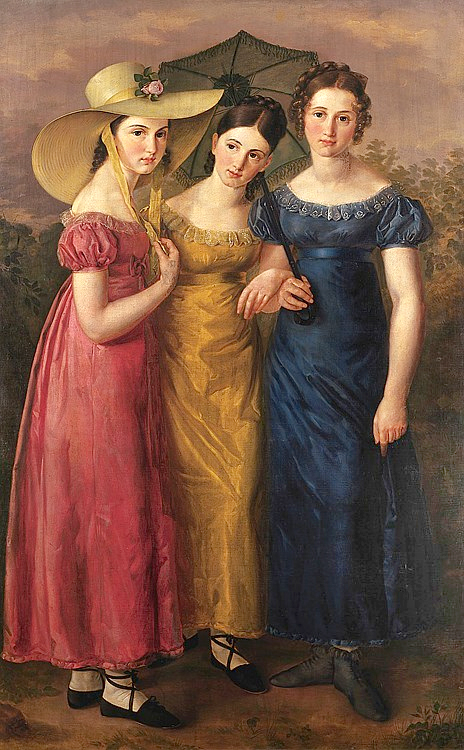
Три женщины из Винтертура. 1822